# Kataeb Thuwar al-Cham
Les Kataeb Thuwar al-Cham (arabe : كتائب ثوار الشام, « Les Bataillons des Révolutionnaires du Levant ») était un groupe rebelle actif lors de la guerre civile syrienne. Il a été fondé en avril 2015 et a fusionné avec Ahrar al-Cham le 25 janvier 2017.

## Histoire

### Fondation
Les Kataeb Thuwar al-Cham sont formées en avril 2015 par des rebelles issus de la 19e division (en) de l'Armée syrienne libre s'étant retirés de l'Armée des Moudjahidines et du Front du Levant. Le groupe est actif principalement dans le gouvernorat d'Alep, mais est aussi intervenu ponctuellement dans le gouvernorat d'Idleb,.

### Affiliations
Thuwar al-Cham fait partie des groupes qui forment le 26 avril 2015 la chambre d'opérations Fatah Halab, active dans le gouvernorat d'Alep,. Il intègre également le Front du Levant le 27 janvier 2016.

### Dissolution
En janvier 2017, dans le gouvernorat d'Idleb et l'ouest du gouvernorat d'Alep, de violents combats éclatent entre d'un côté le Front Fatah al-Cham et de l'autre Ahrar al-Cham, Suqour al-Cham et des groupes de l'Armée syrienne libre. Le 25 janvier 2017, les Kataeb Thuwar al-Cham et plusieurs autres groupes rebelles — Fastaqim Kama Umirt, Suqour al-Cham, l'Armée des Moudjahidines, ainsi que les unités de Jaysh al-Islam et du Front du Levant présentes dans la région d'Idleb — annoncent leur fusion au sein d'Ahrar al-Cham, espérant ainsi par ce ralliement obtenir l'aide et la protection de ce groupe contre le Front Fatah al-Cham,,,,.

## Idéologie
Le groupe est considéré comme modéré par Charles Lister, chercheur américain au Brookings Doha Center.

## Organisation

### Commandement
Le groupe est dirigé par Abu Abdulrahman, dit Mohammed al-Khatib, tué en octobre 2015 au sud d'Alep.

### Effectifs
Fin 2015, le chercheur américain Charles Lister estime que le groupe compte environ 1 000 hommes. Hasan Mustafa donne un effectif de 2 500 hommes.
Le groupe est composé par plusieurs brigades ; les plus importantes sont Liwa Amjad al-Islam (Brigade de la Gloire de l'islam), le Harakat Noor al-Islamiyah (le Mouvement de la lumière islamique), Tajammu Kata’eb al-Huda (le Rassemblement des Brigades guidées par le droit) et d'autres groupes plus petits ; les martyrs d'Ansar, Al-Quds, les Lions de l'islam, les épées de l'slam, Fath al-Mubin, Asad al-Khilafah.

### Armement
Le groupe bénéficie de missiles antichar BGM-71 TOW livrés en octobre 2015 par les États-Unis,.